# Объедков, Николай Юрьевич
Николай Юрьевич Объедков (род. 13 июля 1958, Алма-Ата) — советский футболист, защитник. Советский, казахстанский и российский футбольный судья. Российский спорторганизатор. Мастер спорта СССР.

## Биография
Начинал играть в 1977 году команде второй лиги «Шахтёр» Караганда. Следующие два сезона отыграл в дубле алматинского «Кайрата», в 1979 году провёл два матча в чемпионате СССР. Два года отыграл во второй лиге за «Целинник» Целиноград (1980) и «Шахтёр» (1981). В 1982 году провёл 21 матч за «Кайрат» в высшей лиге. Затем играл во второй лиге в составе «Целинника» (1983, 1985) и «Шахтёра» (1983—1984, 1986—1987).
После завершения карьеры игрока стал футбольным судьёй. В первенстве СССР работал на матчах низших лиг, в 1992—1995 годах судил игры чемпионата Казахстана. С 1996 года — судья российских низших дивизионов и соревнований Санкт-Петербурга. Арбитр ФИФА.
Обслуживал матчи матчи азиатских сборных и клубных кубковых турниров. Главный судья финальных матчей Кубка чемпионов Содружества 1993 и 1994.
Председатель отдела по проведению соревнований и заместитель генерального директора Федерации футбола Санкт-Петербурга.